# Grupo Bepensa
Bepensa es un grupo empresarial mexicano fundado en el año 1946 en la ciudad de Mérida, Yucatán, México, conformado por más de 40 compañías agrupadas en 5 divisiones de negocios: bebidas, motriz, industrial, spirits y servicios financieros. Juntas, brindan empleo a más de 14,000 personas en México, los Estados Unidos y la República Dominicana. Su portafolio con más de 60 marcas, todas ellas líderes globales en sus categorías respectivas, buscan satisfacer las necesidades  de más de 350 mil clientes registrados y millones de consumidores en esos 3 países.

## Historia
· En 1946 Don Fernando Ponce G. Cantón obtiene la distribución para el estado de Yucatán de la marca de camiones y motores International Harvester y crea la empresa Agencias Mercantiles S.A. de C.V. (AMSA).
· En 1947 adquiere la licencia para producir y distribuir productos de la marca Coca-Cola, naciendo de esta forma Embotelladora Peninsular S.A. Algunos años después lanzaría al mercado la marca propia de refrescos Cristal con la que llega a dominar el 80% del mercado regional.
· En 1962 el grupo obtuvo en sociedad la concesión de la distribución de la marca Volkswagen en Yucatán. Posteriormente en los años 90 se suman las distribuciones de las marcas Audi, Porsche y Seat para Mérida y Cancún. A inicios de la primera década de este siglo, Bepensa desincorporaría una a una las marcas automotrices para enfocarse a unidades de negocio más estratégicas.
· En 1963 se inaugura una planta embotelladora más ahora en el vecino estado de Campeche.
· En 1981 Embotelladora Peninsular S.A. da un importante salto al inaugurar nuevas plantas embotelladoras en los estados de Yucatán, Campeche y Quintana Roo.
· En 1986 el grupo empresarial inaugura sus primeras oficinas corporativas en la ciudad de Mérida, Yucatán bajo el nombre de Administración Peninsular Corporativa.
· 1990 marca el inicio de operaciones de MegaEmpack enfocada a la producción de empaques rígidos de plástico. Ese mismo año se inauguraría una planta de bebidas en Chetumal, capital del estado de Quintana Roo.
Con la empresa Megamak en 1992, se amplía la distribución de refacciones automotrices, marinas, industriales y de generación de suministros a coberturas de nivel Península de Yucatán. Con la adquisición en 1995 de las sucursales de Guadalajara, Jalisco, y Hermosillo, Sonora; Cummins del Sureste cambia de nombre por el de Distribuidora Megamak.

## Líneas de Negocio
Bepensa opera a través de cinco divisiones: Bepensa Bebidas, Bepensa Industrial, Bepensa Motriz, Bepensa Capital y Bepensa Spirits

### Bepensa Bebidas
Bepensa Bebidas es la división de Bepensa que se dedica a la producción, comercialización, distribución y venta de bebidas refrescantes no alcohólicas (carbonatadas, no carbonatadas, agua purificada, jugos, néctares, lácteos, sueros rehidratantes y bebidas para deportistas) así como la comercialización de bebidas alcohólicas de baja graduación listas para beber bajo las marcas registradas de The Coca-Cola Company.

Actualmente tienen más de 40 marcas, 12 plantas embotelladoras, 32 líneas de producción, 35 centros de distribución, 1246 rutas y 1500 camiones de reparto.

### Bepensa Motriz
Bepensa Motriz se encarga principalmente a distribuir maquinaria, camiones y autos en la República Mexicana. Se divide en las siguientes 5 empresas:
- Automotriz (Compañía Peninsular de Autos S.A. de C.V.)
- Camiones (Aktium S.A. de C.V. y Agencias Mercantiles S.A de C.V)
- Maquinaria (Distribuidora Megamak S.A. de C.V. y Equinova S.A. de C.V.)
- Rental (AMSA Idealease SA de CV y Rentamatic Itzá S.A de C.V)
- Partes (B, Partes S.A. de C.V. y Autosuministros Peninsulares S.A de C.V.)

### Bepensa Industrial
La división Industrial ofrece servicios de valor agregado y productos innovadores para las industrias de alimentos y bebidas, apoyando al sólido crecimiento y rentabilidad de nuestros clientes en estos sectores. Esta división está integrada por las siguientes empresas:
Las divisiones son Mega Empack,
Kimpen,
Metaplus,
B Logistics.

### Division Spirits
La división Bepensa Spirits produce y comercializa la marca Caribe Cooler, la primera bebida mezclada de baja graduación alcohólica y creadora de la categoría de Coolers. Con casi 30 años de presencia en el mercado mexicano, fue adquirida al grupo francés de licores Pernod Ricard en 2015.
En esta división se produce, comercializa y distribuye a nivel nacional siete variedades de sabores y ediciones especiales, que la convierten en una marca versátil, práctica, atractiva e innovadora en bebidas para diferentes ocasiones de consumo.

### Financiera Bepensa
FinBe (Financiera Bepensa) es una sociedad financiera de objeto múltiple (Sofom) que brinda crédito empresarial, automotriz y de arrendamiento. Así mismo, financia capital de trabajo, pago de pasivos y proyectos de inversión.
Con una emisión inicial de certificados bursátiles por 600 millones de pesos, FinBe, se convirtió en julio de 2017 en la primera empresa de Yucatán en ingresar a la Bolsa Mexicana de Valores (BMV).